# پرویز اوسطی
پرویز اوسطی سیاستمدار ایرانی است. وی موفق شد در یازدهمین انتخابات مجلس شورای اسلامی که در تاریخ ۲ اسفند ۱۳۹۸ برگزار شد، با کسب ۱۷ هزار و ۱۶۹ رای از مجموع ۶۷ هزار و ۵۹ رای ماخوذه، از حوزه انتخابیه قروه و دهگلان از استان کردستان انتخاب گردد و به مجلس راه یابد.

## سوابق
- مدیر جهاد کشاورزی قروه
- معاون برنامه‌ریزی و عمرانی فرمانداری قروه[۱]